# Pseudohemiculter dispar
Pseudohemiculter dispar är en fiskart som först beskrevs av Peters, 1881.  Pseudohemiculter dispar ingår i släktet Pseudohemiculter och familjen karpfiskar. IUCN kategoriserar arten globalt som sårbar. Inga underarter finns listade i Catalogue of Life.